# Paul Rusesabagina
Paul Rusesabagina, född 15 juni 1954, är en rwandisk före detta hotellchef som räddade livet på omkring 1 268 flyktingar under folkmordet i Rwanda 1994.
Paul Rusesabagina arbetade på det belgiskägda lyxhotellet Hôtel des Mille Collines i Rwandas huvudstad Kigali under folkmordet på tutsier i Rwanda. Han var egentligen chef för ett mindre hotell i Kigali, men då Hôtel des Mille Collines europeiska chefer hade lämnat landet tog han över det. Då mördandet pågick som värst lät Paul Rusesabagina tutsi- och hutuflyktingar fly undan den etniska rensningen och bo på hotellet, som snabbt förvandlades till flyktingläger. 
Paul Rusesabagina är numera bosatt i Belgien och har efter sin humanitära insats belönats med diverse priser, såsom The Immortal Chaplains Prize for Humanity som han mottog år 2000. Hans historia filmatiserades 2004 i Hotel Rwanda där han porträtterades av Don Cheadle. 31 augusti 2020 arresterades Rusesabagina i Dubai för sin delaktighet i en våldsam terrororganisation verksam i Rwanda.
Rusesabaginas insats under folkmordet i Rwanda har ifrågasatts av överlevande ögonvittnen och efterforskande författare som menar att hans hjältehistoria överdrivits och till stor del fabricerats av skaparna av Hollywood-filmen Hotel Rwanda, med syftet att skapa en dramatisk och underhållande film. I själva verket ska Rusesabagina ha haft en obefintlig roll i räddandet av flyktingarna på Hôtel des Mille Collines.
Den 20 september 2021 dömdes han för terrorismrelaterade anklagelser. Under rättegången fördömde han presidenten Paul Kagame och rapporterade att han hade bortförts från exil för att ställas inför rätta i Rwanda.